# 広島県立広島北特別支援学校
広島県立広島北特別支援学校（ひろしまけんりつ ひろしまきたとくべつしえんがっこう）は、広島県広島市安佐北区三入東にある県立特別支援学校。

## 学部
- 小学部
- 中学部
- 高等部

## 沿革
- 1988年（昭和63年）4月1日 - 開校。
- 2007年（平成19年）4月1日 - 校名を「広島県立広島北養護学校」から「広島県立広島北特別支援学校」に名称変更した。